# 佩尔什地区贝尔福雷
佩尔什地区贝尔福雷（法語：Belforêt-en-Perche，法語發音：[bɛlfɔʁɛ ɑ̃ pɛʁʃ]）是法国奥恩省的一个市镇，属于莫尔塔涅欧佩什区。该市镇于2017年1月1日由原市镇勒盖德拉谢讷、埃佩赖、奥里尼勒比坦、拉佩里耶尔、圣旺德拉库尔和塞里尼合并而成，行政中心位于勒盖德拉谢讷。

## 地理
佩尔什地区贝尔福雷（48°22'31"N, 0°31'22"E）面积74.53 平方千米，位于法国诺曼底大区奧恩省，该省份为法国西北部内陆省份，北起顺时针与卡爾瓦多斯省、厄尔省、厄尔-卢瓦省、萨尔特省、马耶讷省和芒什省接壤。
与佩尔什地区贝尔福雷接壤的市镇（或旧市镇、城区）包括：贝拉维利耶、勒潘拉加雷讷、于讷河畔莫沃、佩尔什昂诺塞、达姆玛丽、阿珀奈苏贝莱姆、贝莱姆、圣马丹-迪维约贝莱姆、伊热、沃努瓦斯、舍米伊、叙雷、蒙戈德里、佩旺谢尔、圣茹安德布拉武。
佩尔什地区贝尔福雷的时区为UTC+01:00、UTC+02:00（夏令时）。

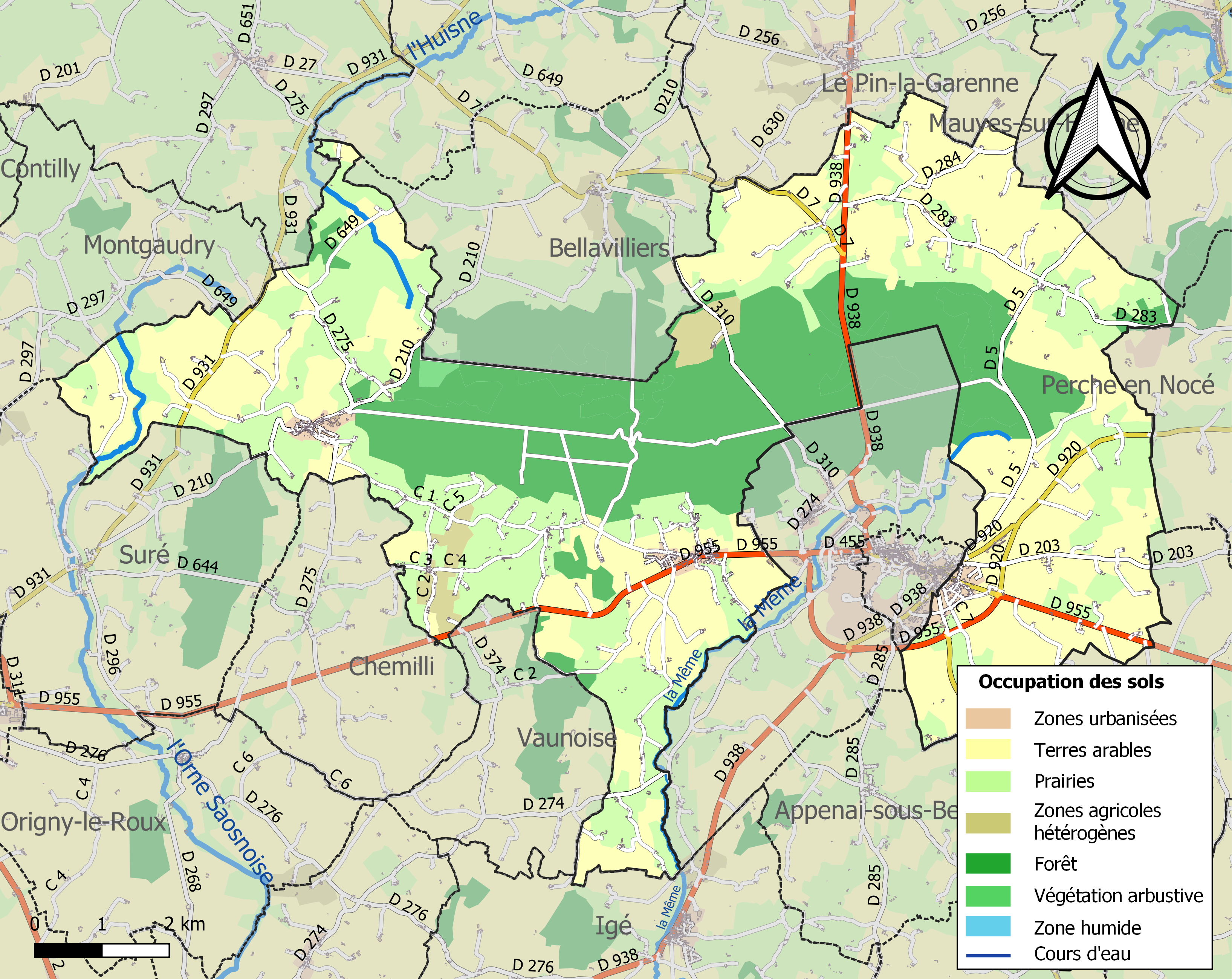
佩尔什地区贝尔福雷的OSM定位图

## 行政
佩尔什地区贝尔福雷的邮政编码为61130，INSEE市镇编码为61196。

## 政治
佩尔什地区贝尔福雷所属的省级选区为瑟通县。

## 人口
佩尔什地区贝尔福雷于2022年1月1日时的人口数量为1486人。